# Ёсихара, Юкари
Юкари Ёсихара (яп. 吉原 由香里, родилась 4 октября 1973 года), (имя при рождении — Юкари Умэдзава (яп. 梅沢 由香里) — японский го-профессионал 6 дана, консультант по го при создании манги, а затем аниме Hikaru no Go и ведущая выпусков «школы го», сопровождавших это аниме.

## Биография
Юкари Умэдзава получила разряд первого профессионального дана по го в 1996 году. Её учителем был японский профессионал Масао Като. Она стала консультантом при создании манги о юном игроке в го Hikaru no Go авторства Юми Хотты и Такэси Обаты. В 2001—2003 был снят аниме-сериал Hikaru no Go, где Юкари Умэдзава появлялась в конце каждого эпизода в качестве ведущей урока для начинающих игроков; на уроках обсуждалась какая-либо позиция и возможные варианты хода, также были включены познавательные выпуски, посвящённые Хонъимбо Сюсаку или турнирам по го. Она является трёхкратным обладателем титула женский Кисэй (c 2007 по 2010). С 2002 замужем за футболистом Синъей Ёсихарой.

## Титулы
| Титул           | Годы              |
| --------------- | ----------------- |
| Япония          | 3                 |
| Кисэй (женский) | 2007 , 2008, 2009 |